# 三好徳松
三好 徳松（みよし とくまつ、1870年6月5日（明治3年5月7日） - 1931年（昭和6年）8月13日）は、日本の政治家。衆議院議員（1期）。

## 経歴
福岡県出身。鉱山を経営する。折尾村会議員、同町会議員、遠賀郡会議員、同議長、若松瓦斯(株)取締役となる。
1920年の第14回衆議院議員総選挙において福岡10区から立憲政友会公認で立候補して当選する。衆議院議員を1期務め、1924年の第15回衆議院議員総選挙には立候補しなかった。1931年に死去した。